# Географія Кіровоградської області
Географічно Кіровоградська область  розташована в центрі України, між річками Дніпром та Південним Бугом, у південній частині Придніпровської височини.

## Опис
Кіровоградську область утворено 10 січня 1939 року. 
Площа області складає 24,6 тис. км2, що становить 4,1 % території держави. За площею посідає 15-те місце серед областей України.

В області - 21 адміністративний район, 12 міст, у т. ч. 4 обласного (Кропивницький, Олександрія, Світловодськ, Знам’янка) та 8 районного (Бобринець, Гайворон, Долинська, Мала Виска, Новомиргород, Новоукраїнка, Помічна, Ульянівка) підпорядкування, 26 селищ міського типу, 1024 сільських населених пунктів. В області проживає понад 30 представників різних національностей.

## Географічне положення

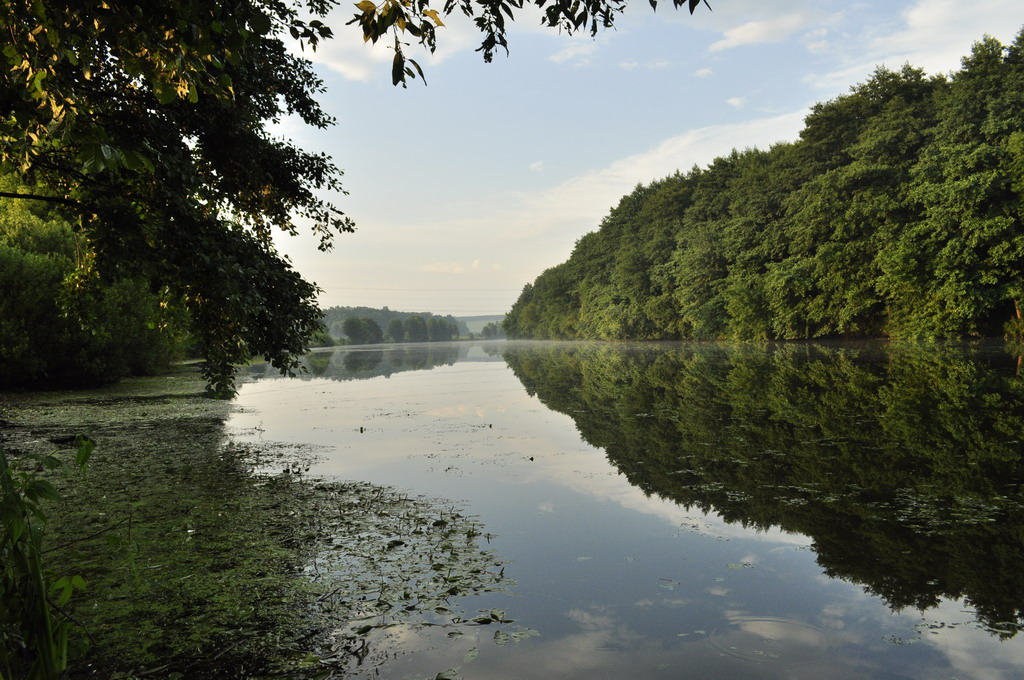
Південний Буг

Кіровоградська область розташована на Правобережжі України на межиріччі Дніпра та Південного Бугу, в центральній частині України. На півночі України межує з Черкаською (протяжність кордонів - 381 км), на північному сході - з Полтавською (60 км), на сході й південному сході - з Дніпропетровською (230 км), на півдні - з Миколаївською (379 км), на південному заході - з Одеською (54 км), на заході - з Вінницькою (48 км) областями. 
Протяжність Кіровоградської області з півночі на південь - майже 150 км, зі сходу на захід - понад 300 км. За сто кілометрів на захід від обласного центру Кропивницького у Добровеличківському районі розташовується географічний центр України. Крайні точки області розташовані поблизу таких населених пунктів: північна - смт Власівки, південна - с. Юр'ївки Веселівської сільської ради Бобринецького району, західна - с. Котовки Гайворонського району, східна - с. Куцеволівки Онуфрієвського району. 
Кіровоградська область входить до Центральноукраїнського економічного району і за структурою економіки є аграрно-індустріальною. Сприятливими факторами географічного розташування області є безпосереднє сусідство з розвинутими в промисловому відношенні Придніпров'ям і Донбасом, наявність густої мережі транзитних залізниць та автомагістралей, газопроводів та нафтопроводів, вихід до Дніпра.  Область лежить у межах двох фізико-географічних зон - лісостепної і степової (більша частина). Агрокліматичні та агроґрунтові умови області сприятливі  для розвитку сільського господарства.

## Геологічна будова
Територія Кіровоградської області належить до Східноєвропейської платформи, однієї з найбільших, відносно стійких ділянок континентальної земної кори. У геоструктурному відношенні територія області розміщена у центральній частині Українського кристалічного щита - Кіровоградського тектонічного блоку й Білоцерківсько-Одеського тектонічного блоку. Кристалічний фундамент утворений протерозойськими метаморфізованими породами: гранітами, гейсами, сланцями. Кристалічні породи, що його складають, відслонюються, тобто виходять на денну поверхню, лише в долинах річок та глибоких балках. Осадочний чохол потужністю від кількох до 150 м залягає на денудаційній поверхні фундаменту. На всій території в його будові беруть участь кайнозойські, лише на крайньому північному заході області - мезозойські відклади. Палеоген представлений пісками, бурим вугіллям, глинами, мергелями; неоген - піщано-глинистими відкладами полтавської (у північній і центральній частині області) і балтської (на південь і південний захід) частин. Повсюдно поширені нижньоантропогенові червоно-бурі глини. Антропогенові відклади на плато представлені лесами, в річкових долинах - давнім і сучасним алювієм. 

## Рельєф
Кіровоградська область розташована у південній частині Придніпровської височини. Поверхня області здебільшого являє собою плато або підвищену хвилясту рівнину, розчленовану густою сіткою річкових долин, балок й ярів. Середня висота плато близько 200 м над рівнем моря. Проте на території області спостерігається значна різниця абсолютних висот.
Найменшу абсолютну висоту має дно річкових долин, а саме: Інгулу біля гирла Березівки - 39 м, Ільця (с. Іскрівка) - 58 м, Дніпра (с. Дереївка) - 57 м, Південного Бугу біля гирла Чорного Ташлика - 70 м.
Найбільші абсолютні висоти характерні для вододільних плато. Поблизу верхів'я річки Ташлик вони сягають 267 м, у верхів'ї річки Великої Висі - 243 м, на вододілі річок Інгулу та Інгульця 224 м, на вододілі річок Цибульника та Омельника 207 м.
Характерне чергування вододільних плато з глибоко врізаними долинами річок. Перевищення висот окремих ділянок вододільних плато над дном сусідніх долин становлять іноді понад 120-150 м. Амплітуда висот досягає 228 м. Найбільш розчленована північно-східна частина області, що прилягає до Дніпра і Тясмину. Характерна риса рельєфу області  - це добре вироблені річкові долина та балки, які на численних ділянках врізані навіть у поверхню кристалічних порід і мають скелясті круті схили. В річкових долинах і глибоких  балках спостерігаються озероподібні розширення, які змінюються асиметричними або вузькими каньйоноподібними ділянками. Розширені частини долин мають пологі схили. Ширина долини у таких місцях досягає 2-3 км. Вузькі частини долин часто нагадують справжні каньйони з обома крутими скелястими схилами, русла річок нерідко мають пороги. 
У цілому рівнинний рельєф Кіровоградської області при наявності широких вододільних плато, сприяє розвитку сільськогосподарського виробництва, а також інших галузей господарства.

## Корисні копалини
У надрах Кіровоградської області є поклади різноманітних корисних копалин, які відіграють важливу роль у господарстві області. В надрах області знайдено 31 вид корисних копалин, відкрито понад 390 родовищ, з яких 107 - розробляються. Мінерально-сировинна база складається з паливно-енергетичної сировини (буре вугілля, уранова руда, горючі сланці); сировини для металургічної промисловості (залізна руда, металічний нікель, кобальт); будівельної сировини (граніт, піски, цегельна сировина тощо), графіту та ін. 
Розташування області в центрі українського кристалічного масиву зумовлює утворення крупних родовищ рідкісних металів. Відкриті золоторудні родовища - основа для створення у майбутньому золотовидобувної та золотопереробної галузі в області. Характерною особливістю Кіровоградської металогенічної зони є наявність у рудах вольфраму, міді, молібдену, апатиту, урану, золота та срібла, вісмуту, олова, свинцю, берилію, сурми, танталу і ніобію.

## Клімат
Клімат Кіровоградської області помірно континентальний. Територією області з південного заходу на північний схід проходить смуга високого атмосферного тиску, на півночі від якої переважають вологі повітряні маси, що їх приносять західні вітри з Атлантичного океану, на півдні - континентальні повітряні маси. Зима м’яка, з частими відлигами, літо тепле, сухе.
Середньорічна температура повітря в області становить 7,7-8,4 °C тепла. Найхолоднішими були 1985 та 1987 роки з середньорічною температурою повітря 5,6-6,4 °C, а найтеплішими 1967, 1975 та 1989 роки - 9,6 - 10,3 °C. Річна амплітуда коливання температури повітря сягає 70-75°C.  
- Найхолодніший місяць року - січень (середньомісячна температура повітря в середньому по області становить 5-6 °C морозу. Абсолютна мінімальна температура повітря відмічалася в 1935 році і становила 34-36 °C морозу. Тільки в літні місяці у повітрі не було температури нижче 0 °C.
- Найтепліший місяць року - липень, коли середньомісячна температура повітря досягає в середньому +20-21 °C. Абсолютний максимум температури повітря відмічався в 1909 та 1929 роках і складав +37-40 °C, а в Кропивницькому +38,7 °C.

Середньорічна кількість опадів становить 499-582 мм. Максимальна кількість їх впливає у теплий період року (близько 70%). Річна кількість опадів на півночі 420-470 мм, на півдні - 400-430 мм. Найбільше випадає опадів в липні 57-85 мм, а найменше в березні 27-34 мм.
Північно-західна частина та північна частина області лежить у недостатньо вологій, але теплій агрокліматичній зоні, південна і східна - у посушливій і дуже теплій. Середньорічна відносна вологість повітря становить 73-76 відсотків. Звичайно сніговий покрив встановлюється в третій декаді листопада, а сходить у другій декаді березня. Максимальна висота снігового покрову в полі сягала 33-51 см. Максимальне промерзання ґрунту досягає 98-144 см. 
На території області переважають північно-східні та північно-західні вітри, у травні різко збільшується кількість східних вітрів. 
Серед несприятливих кліматичних явищ слід відмітити посухи, суховії, пилові (чорні) бурі, град, зливи.
В області діє Кіровоградський обласний центр по гідрометеорології, Світловодська гідрометеорологічна обсерваторія, 7 метеостанцій: у Бобринці, Гайвороні, Долинській, Знам’янці, Кропивницькому, Новомиргороді, Помічній.

## Водні ресурси
Річки Кіровоградської області належать до басейнів Дніпра і Південного Бугу.
Водний фонд області представлений 1599 річками загальною довжиною 7233,6 км; зарегульований 2795 ставками загальною площею водного дзеркала 17,8 тис. га та об’ємом близько 205 млн. м3; 85 водосховищами площею 9,5 тис. га та об'ємом 264,2 млн. м3. Переважають, так звані, малі річки. 
На території області протікає дві великі річки: 
- Дніпро - довжина в межах області складає - 68 км або 6% від усієї його протяжності в межах України, басейн охоплює 37% території області, що становить 3,2% території басейну, розташованого в межах України;
- Південний Буг - довжина в межах області - 84 км або 10% від його загальної довжини, басейн річки охоплює 63% території області та становить 24,3% всієї території басейну.

Середні річки області: 
- притоки Дніпра - Інгулець (176 км), Тясмин (30 км);
- притоки Південного Бугу - Інгул (175 км), Синюха (90 км), Велика Вись (166 км), Чорний Ташлик (106 км), Ятрань (50 км), Висунь (16 км).

Річки рівнинного типу, мають широкі долини, що звужуються в місцях виходів кристалічних порід. 

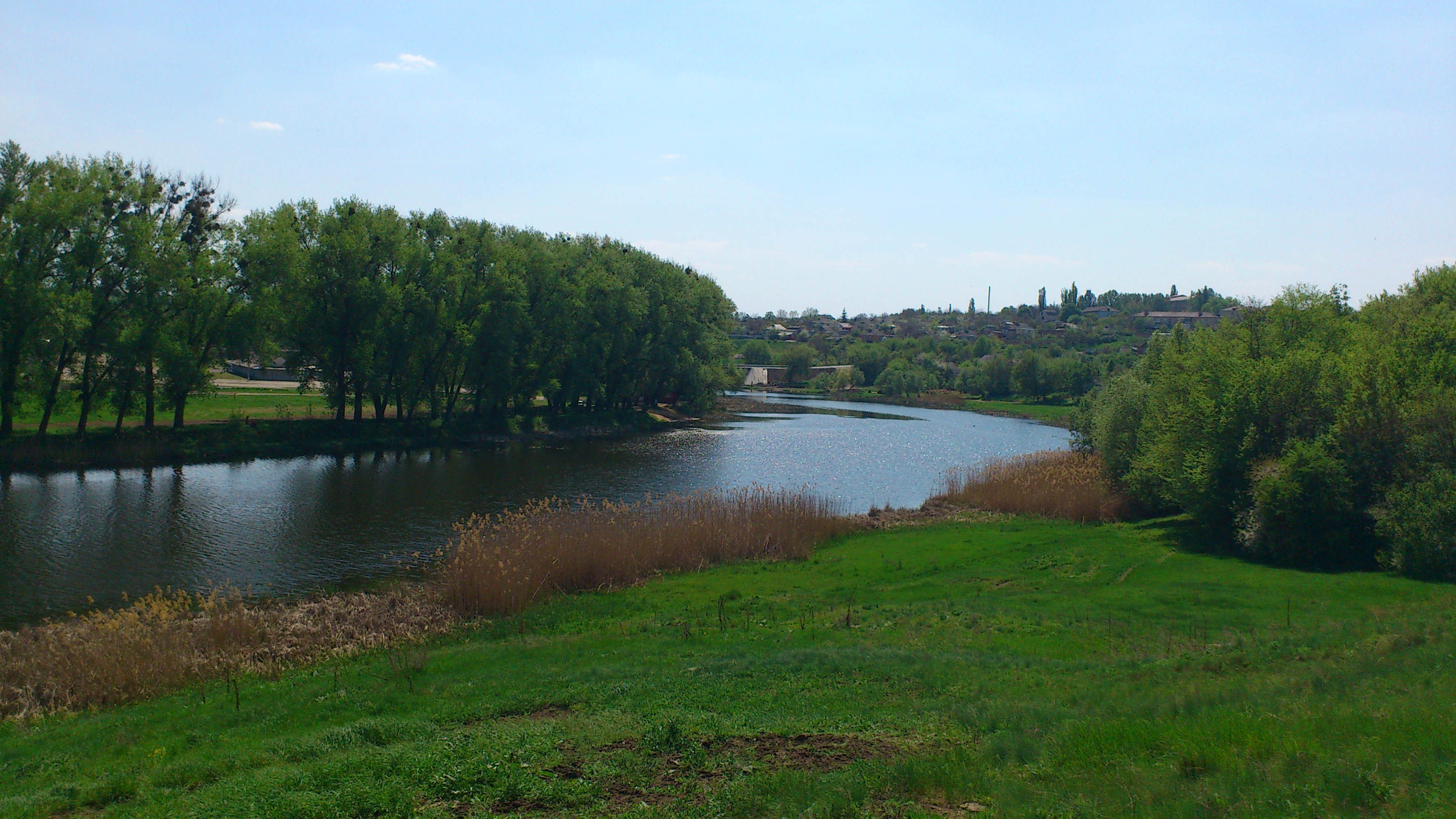
Синюха між Торговицею і Новоархангельськом
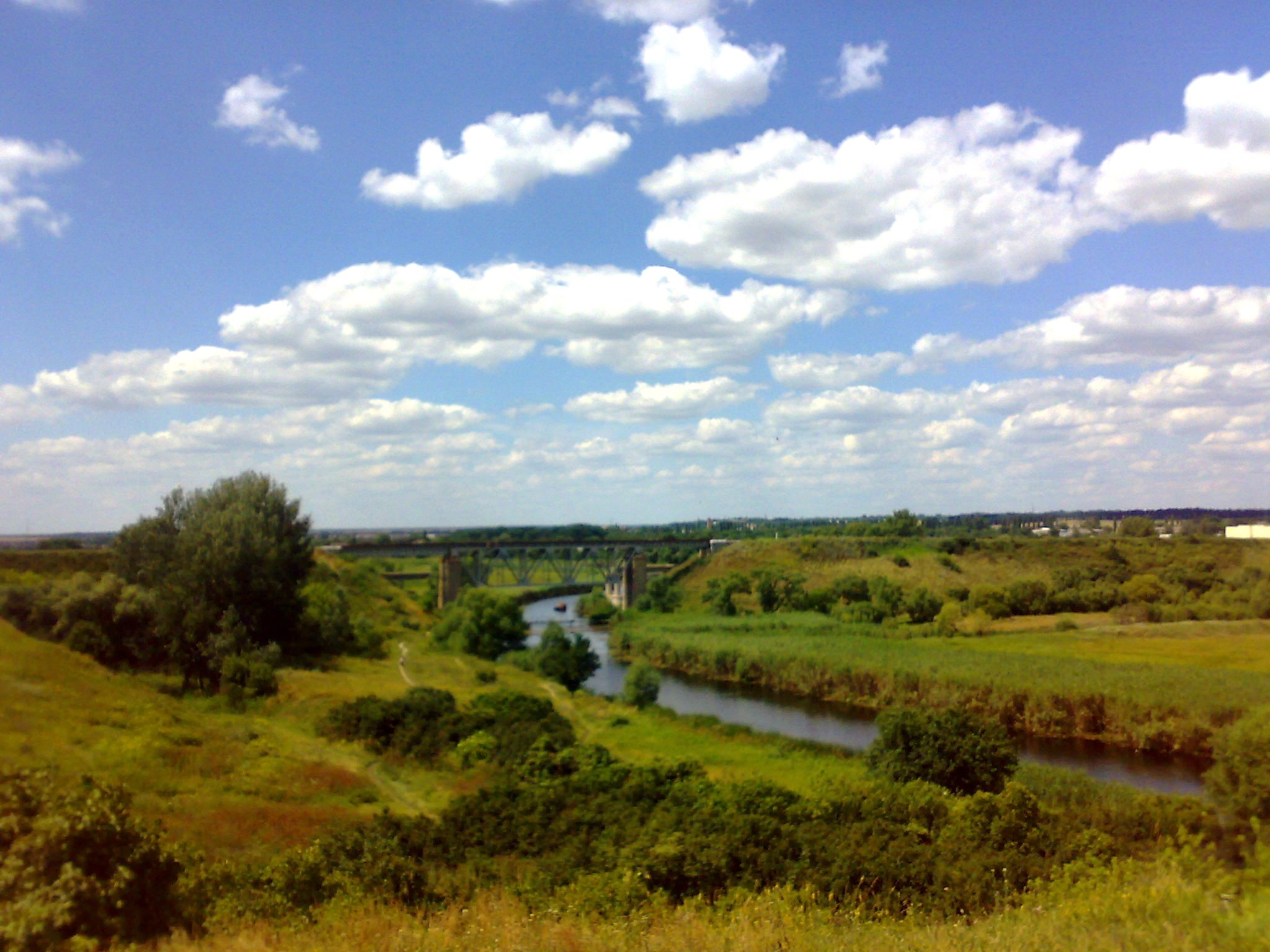
Велика Вись
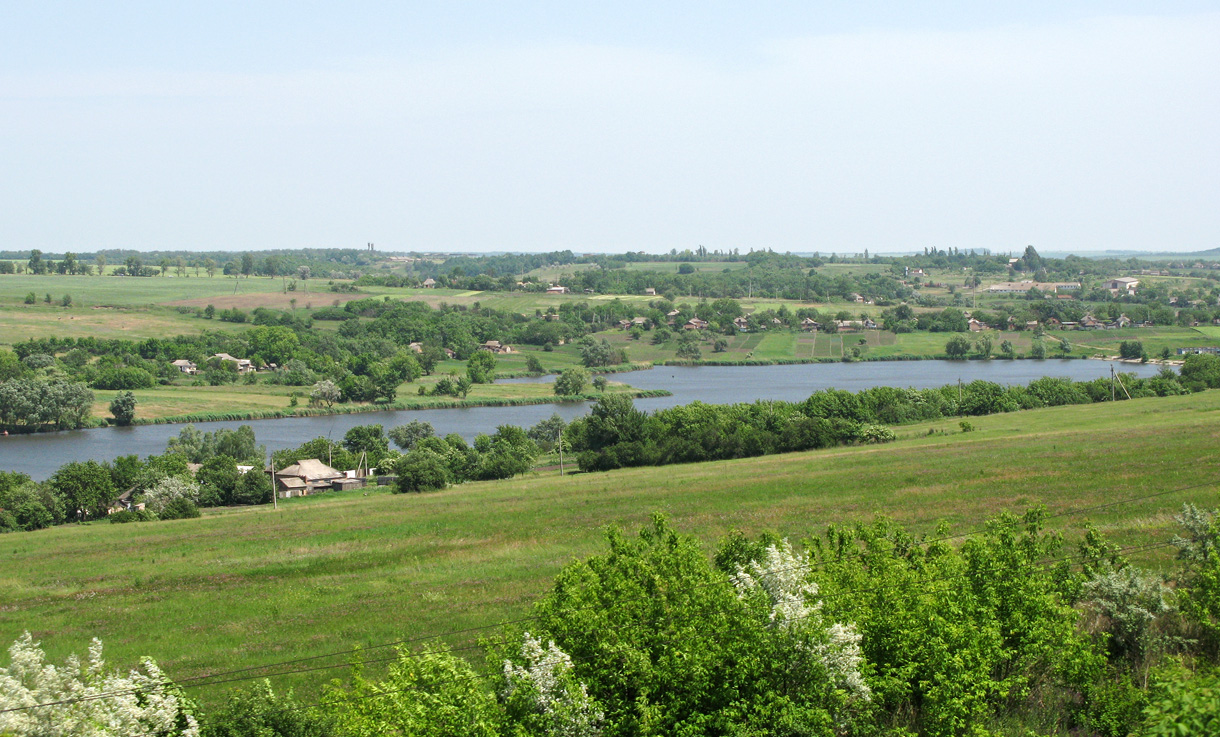
Річка Інгулець в селі Цибулевому

Екологічний стан поверхневих вод носить стабільний характер. 

## Ґрунти
Кіровоградська область розташована в межах центральнолісостепної підвищеної агроґрунтової провінції та Дністровсько-Дніпровської північностепової агроґрунтової провінції. Ґрунтовий покрив області характерний для перехідної зони від південного лісостепу до північного степу і представлений більш ніж 50 відмінами ґрунтів. У ґрунтовому покриві переважають чорноземи: в північній частині поширені глибокі та опідзолені, в південній частині - звичайні середньогумусні й малогумусні. Є також сірі лісові, болотні та інші ґрунти.
У лісостеповій частині (43,5% території області) поширені такі основні ґрунти: чорноземи типові середньо- і малогумусні, вилуговані, чорноземи опідзолені; світло-сірі, сірі, темно-сірі опідзолені ґрунти. Усі ці ґрунти нерівномірно поширені по території області і надають ґрунтовому покриву строкатості. За характером ґрунтового покриву лісостепову частину області можна поділити на три частини: західну, середню і північно-східну. У західній частині лісостепу, на захід від Синюхи, більшість території вкривають глибокі середньогумусові чорноземи, опідзолені чорноземи, а темносірі й сірі опідзолені ґрунти займають менші площі. У середній частині лісостепу, що лежить між Синюхою і Інгуло-Тясьминським вододілом, майже вся територія вкрита середньогумусним чорноземом. Тільки невеликі ділянки опідзоленого чорнозему зустрічаються. У північно-східній частині лісостепу, що розміщена на північ від Інгуло-Тясьминського вододілу, утворився дуже строкатий ґрунтовий покрив, а саме: половину території - середньогумусові- малогумусові чорноземи, середньогумусові- малогумусові вилуговані чорноземи. Світло-сірі і сірі опідзолені ґрунти займають меншу площу.
У ґрунтовому покриві степової частини області (56,5%% території) панують звичайні чорноземи, серед них - середньогумусові, середньогумусові глибокі, малогумусові. 
На заплавах Дніпра, Південного Бугу, Синюхи та інших річок поширені чорноземно-лучні й лучно-болотні ґрунти. Рідко зустрічаються торфово-осокові ґрунти. У долинах Дніпра, Південного Бугу, Синюхи, Великої Висі, Тясьмину, Інгулу, Інгульця є ділянки слабозакріплених пісків. 
Серед областей України Кіровоградська відзначається багатством земельних ресурсів, значною природною родючистю ґрунтів. Разом з тим, область має високу ступіньеродованісті земель і становить: у південносхідній частині - 53%, у західній - 43%.

## Флора і фауна
Кіровоградська область лежить у межах Східноєвропейської лісостепової геоботанічної провінції та Причорноморської (Понтичної) степової геоботанічної провінції. Природна рослинність зберігається лише на крутих схилах річкових долин та балок. 

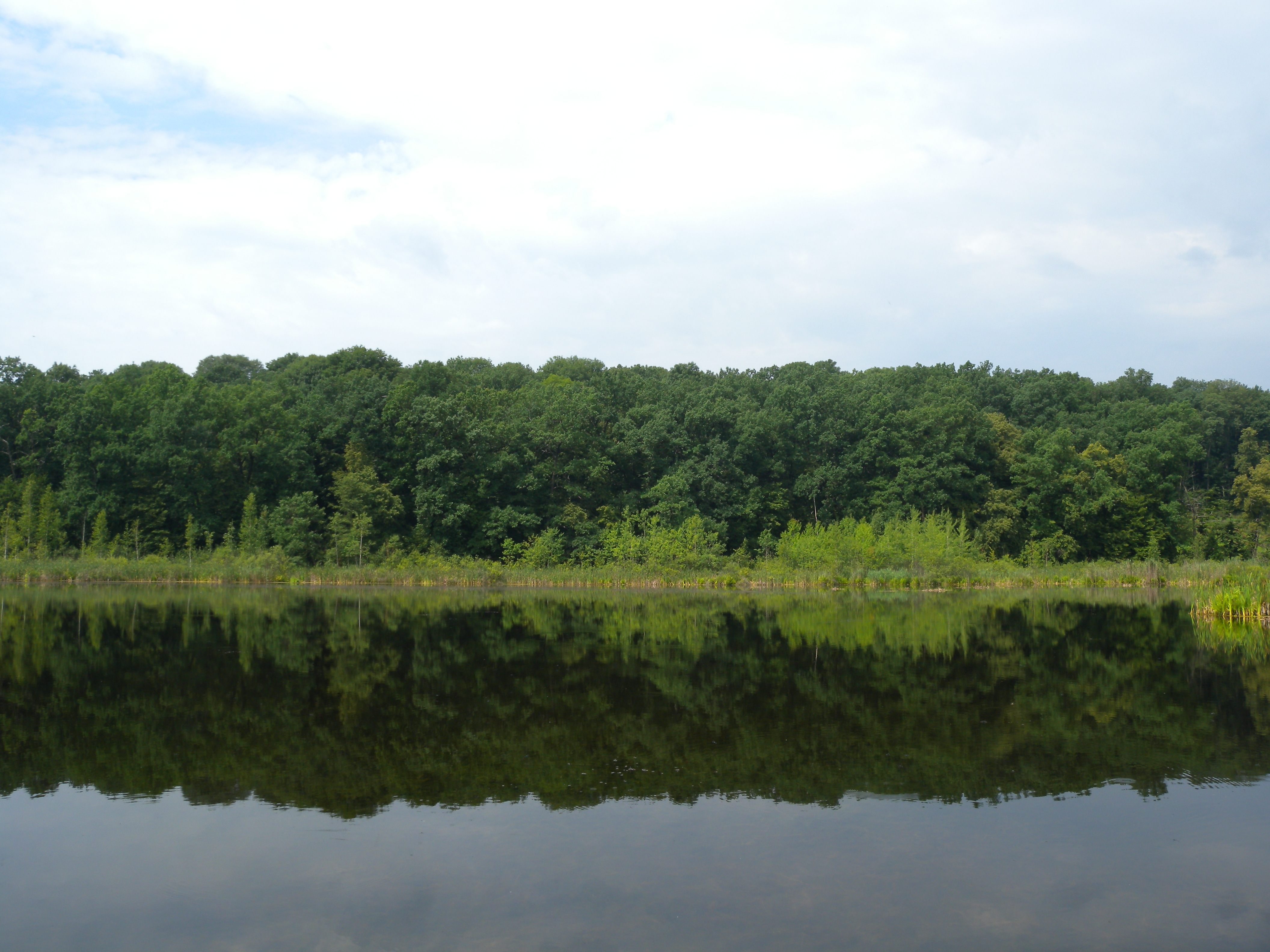
Чорний ліс, Знам'янський район, Богданівське лісництво

Із природних рослинних ресурсів області найбільш інтенсивно використовуються ліси, а також сінокоси і пасовища. Загальна площа земель лісового фонду області складає 144,6 тис. га, з них вкриті лісом - 132 тис. га. Фактична лісистість території області має дуже низькі показники - 6,8% площі. Лісові масиви області розповсюджені нерівномірно. У лісостеповій зоні є значні лісові масиви на вододілах (Чорний ліс, Нерубайський, Голочанський та ін.); у степовій - невеликі байрачні ліси, степові чагарники. У лісах переважають твердолистяні породи (дуб, в’яз, клен,  граб), незначні площі зайняті хвойними (сосна звичайна) і м’ягколистими (липа, тополя) породами. У підліску - ліщина, бруслина, калина, глід, терен, шипшина, бузина, ожина тощо. Щорічно в області створюються близько 1 тис. лісових культур. 
Крім лісів в області інтенсивно використовуються площі сінокосів і пасовищ. Природна степова рослинність (типчак, тимофіївка степова, зрідка ковила, тонконіг лучний, тонконіг вузьколистий, пирій повзучий, стоколос, волошка, молочай, конюшина, ромашка, гвоздика, шавлія тощо) збереглася по схилах річкових долин та балок, на узліссях. У заплавах річок поширена лучна і болотна рослинність (очерет, рогіз, осока, жовтець, подорожник тощо). В області є рослинні лікарські ресурси (Олександрійському, Олександрівському, Знам’янському, Гайворонському, Голованівському і Долинському районах).
Фауна області представлена тваринами лісу і степу. Численна група ссавців зустрічається - 64 види: найбільшим представником яких є лось, а найменшим - бурозубки та білозубки; а також є козуля, свяня дика, вовк, лисиця,заєцьрусак, куниці, борсук, хом’як, ховрах та ін.). На території області зареєстровано 13 видів плазунів (ящірка, жовтобрюх, гадюка степова, вуж звичайний) й 11 земноводних (ропуха сіра, жаба зелена, частичниця, кумка, тритон, черепаха степова та ін.). Найбільш різноманітною і численною групою є птахи, а саме 280 видів: горлиця, яструб, дятел, жайворонок, перепел, рідше орел, куріпка сіра. В заростях Дніпра та інших річок водяться видра, водяний щур; з птахів - коровайка, бугайчик, крижень, чирок, курочка водяна; у річках, водосховищах і ставах водяться 59 видів риб, а саме: короп, карась, плітка, окунь, сом, лящ, щука та ін.
Дикі тварини розподіляються по території області нерівномірно. Найбільш багаті фауністичні комплекси збереглись у придніпровській частині Кіровоградської області. У надто освоєних північних і північно-західних районах області видовий склад тварин є набагато біднішим.

## Природно-заповідний фонд
У Кіровоградській області 223 об'єкти природно-заповідного фонду на 25.01.2019.  

### Дендрологічний парк
Дендропарк «Веселі Боковеньки» - дендрологічний парк загальнодержавного значення в Україні. Розташований у межах Долинського району Кіровоградської області, біля села Веселі Боковеньки. Площа - 109 га (з селекційно-дендрологічною станцією — 543 га). Парк було засновано Миколою Львовичем Давидовим у 1893 році. Вздовж парку розташовані штучні водойми - озера "Золота рибка", "Кит", "Великий став" з островом. Композиційний центр парку - галявина, розташована на прирічному схилі, яка обмежується в нижній частині звивом р. Боковеньки. Ботанічна колекція парку представляє флору усіх континентів земної кулі. 

### Парки-пам'ятки садово-паркового мистецтва
До парків-пам'яток садово-паркового мистецтва загальнодержавного значення України відносяться:
- Онуфріївський парк
- Парк "Хутір Надія"

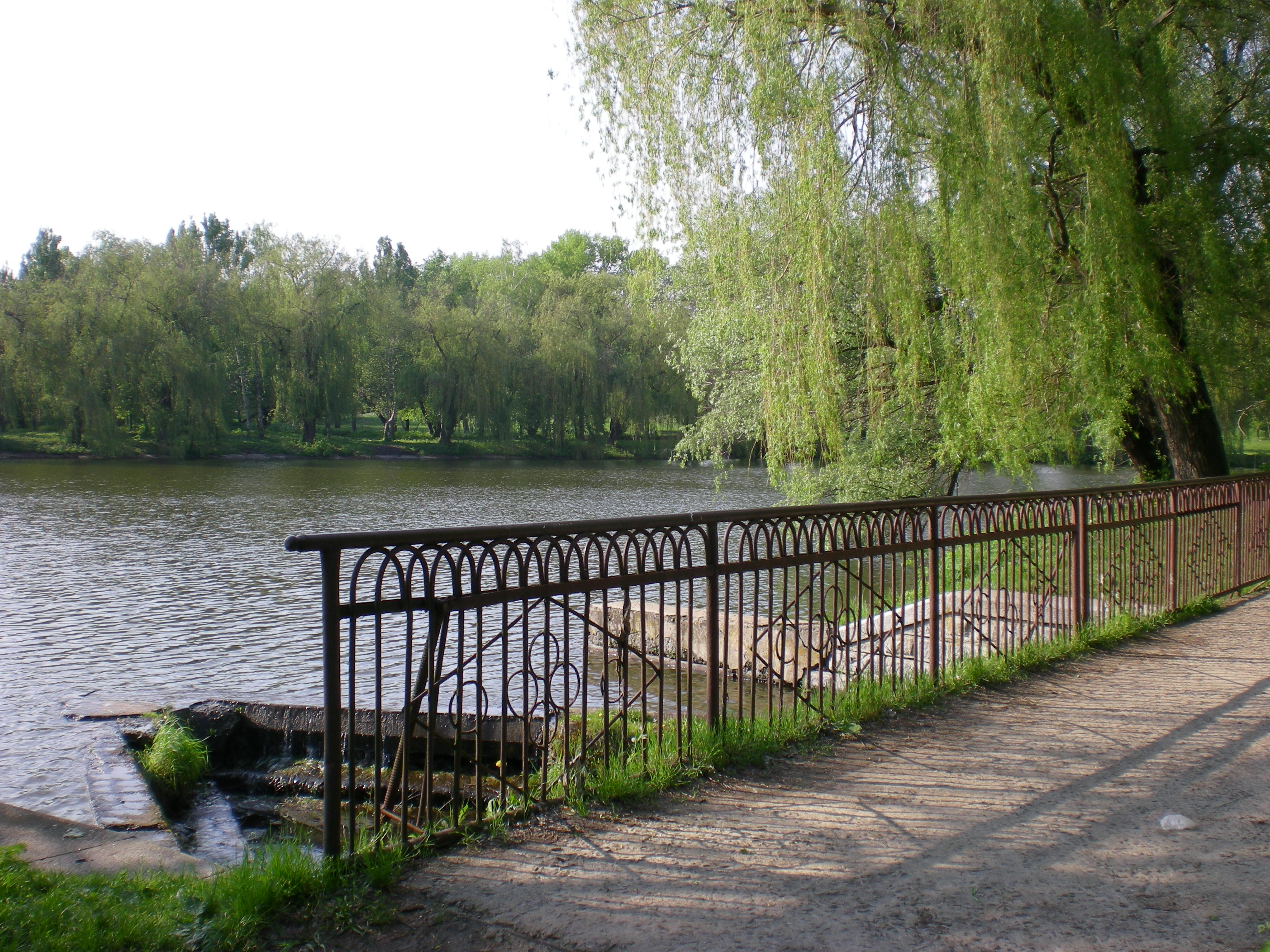
Місток в Онуфріївському Дендропарку
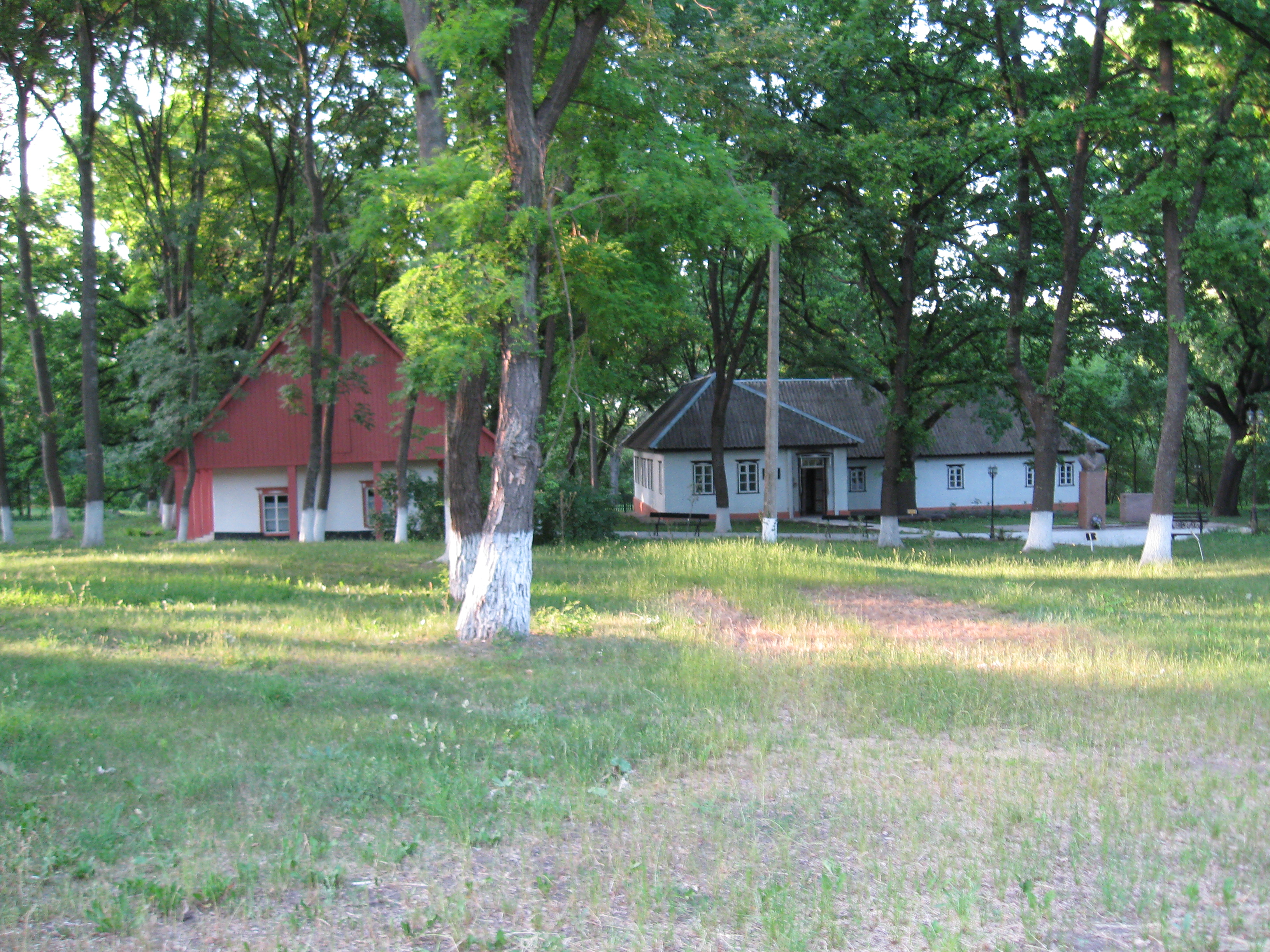
Хутір Надія

### Пам'ятки природи загальнодержавного значення
У Кіровоградській області розташовані пам’ятки природи загальнодержавного значення України:
- Болото Чорний ліс (1975 р.; 2 га)
- Витоки р. Інгулець (1996 р.; 7,1 га)

### Заказники загальнодержавного значення
Ботанічні
| Назва                 | Рік створення | Площа    |
| --------------------- | ------------- | -------- |
| Богданівська балка    | 1994          | 25 га    |
| Боковеньківська балка | 1996          | 15 га    |
| Бузове                | 1994          | 50 га    |
| Власівська балка      | 1994          | 130 га   |
| Гранітний степ        | 2005          | 13,3 га  |
| Лікарівський          | 1994          | 70 га    |
| Садківський степ      | 2005          | 362,3 га |
| Цюпина балка          | 1996          | 30 га    |
| Шурхи                 | 1994          | 38 га    |

Гідрологічний

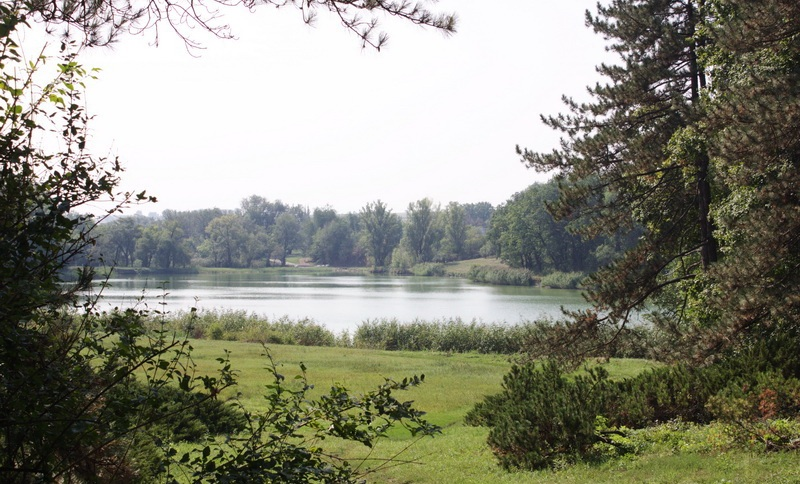
Боковеньківська балка, Долинський р-н, с. Нагірне

Велика Вись, створений у 1994 році, площа - 568 га.
Загальнозоологічний

Полозова балка, створений у 2005 році, площа - 27 га.
Ландшафтні
| Назва           | Рік створення | Площа   |
| --------------- | ------------- | ------- |
| Войнівський     | 1994          | 50 га   |
| Когутівка       | 1994          | 120 га  |
| Миколаївський   | 1994          | 133 га  |
| Монастирище     | 1994          | 15 га   |
| Чорноліський    | 1980          | 3491 га |
| Чорноташлицький | 1994          | 15 га   |
| Шумок           | 1994          | 20 га   |

Лісовий

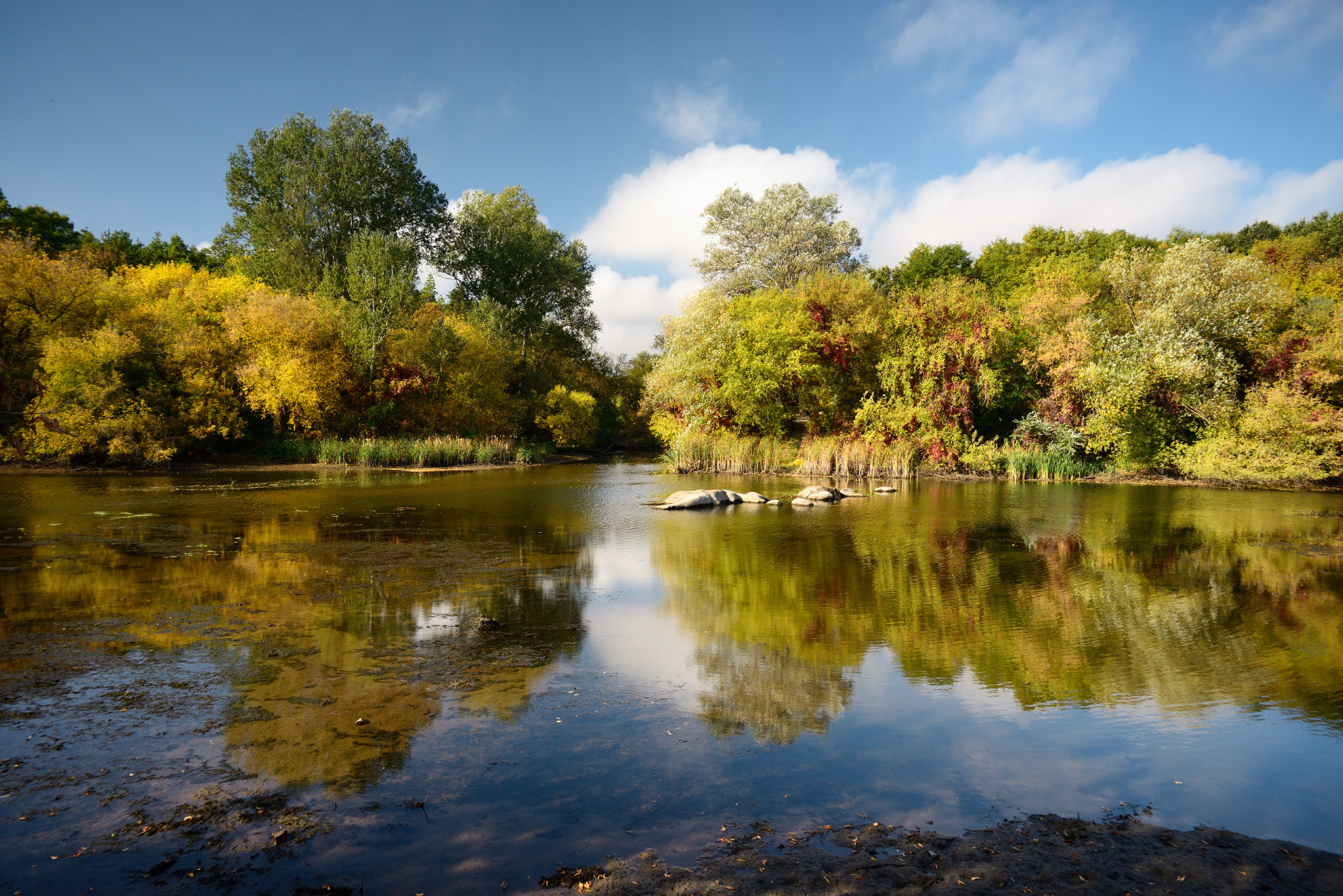
Когутівка, Новоархангельський р-н, с. Ятрань

Велика стінка, створений у 1994 році, площа - 43,5 га.

Орнітологічні
| Назва               | Рік створення | Площа    |
| ------------------- | ------------- | -------- |
| Бандурівські ставки | 1994          | 385,6 га |
| Редьчине            | 1983          | 118 га   |

### Заповідні урочища місцевого значення
| Назва                        | Рік створення | Площа   | Назва                | Рік створення | Площа  |
| ---------------------------- | ------------- | ------- | -------------------- | ------------- | ------ |
| Бабенківське урочище         | 1996          | 40 га   | Новомогильне         | 1991          | 205 га |
| Балка Куца                   | 1993          | 30 га   | Олександрівська дача | 1984          | 69 га  |
| Барвінкова і тюльпанова гори | 1983          | 5 га    | Осичківське          | 1994          | 75 га  |
| Бочки                        | 1989          | 15 га   | Питомник             | 1989          | 14 га  |
| Василівське                  | 1993          | 57 га   | Пушкове              | 2000          | 40 га  |
| Ганнівське                   | 1994          | 357 га  | Розлитий камінь      | 1995          | 25 га  |
| Горіхівська балка            | 1993          | 23 га   | Сальківське          | 1993          | 66 га  |
| Грузьке                      | 2010          | 106 га  | Нюркине урочище      | 2010          | 20 га  |
| Довге                        | 1978          | 31 га   | Сарганівський ліс    | 2000          | 10 га  |
| Житлове                      | 1992          | 9 га    | Селіванівське        | 1999          | 15 га  |
| Зелений Гай                  | 2000          | 37 га   | Сиротін ліс          | 1978          | 21 га  |
| Калмазівське                 | 1994          | 9 га    | Солдатське           | 1992          | 1 га   |
| Кам'яна балка                | 2000          | 26 га   | Солоноозерне         | 1998          | 32 га  |
| Крутеньке                    | 2000          | 32 га   | Терник               | 1993          | 62 га  |
| Кіліповське                  | 1995          | 22 га   | Урочище Кучери       | 2001          | 21 га  |
| Лещівка                      | 2000          | 28 га   | Урочище Фомиха       | 2001          | 15 га  |
| Антоновичські горби          | 2004          | 76,3 га | Червоні скелі        | 2002          | 150 га |
| Лисячий кут                  | 1992          | 5 га    | Чобіток              | 1991          | 55 га  |
| Литкевич                     | 1992          | 4 га    | Шавлієва балка       | 1993          | 5 га   |
| Матвіїв яр                   | 1993          | 22 га   | Шеметів ліс          | 1978          | 42 га  |
| Мертвоводдя                  | 1992          | 20 га   | Юр'ївська балка      | 1993          | 15 га  |
| Наталіївське                 | 1984          | 38 га   | Ясиноватка           | 1978          | 3 га   |

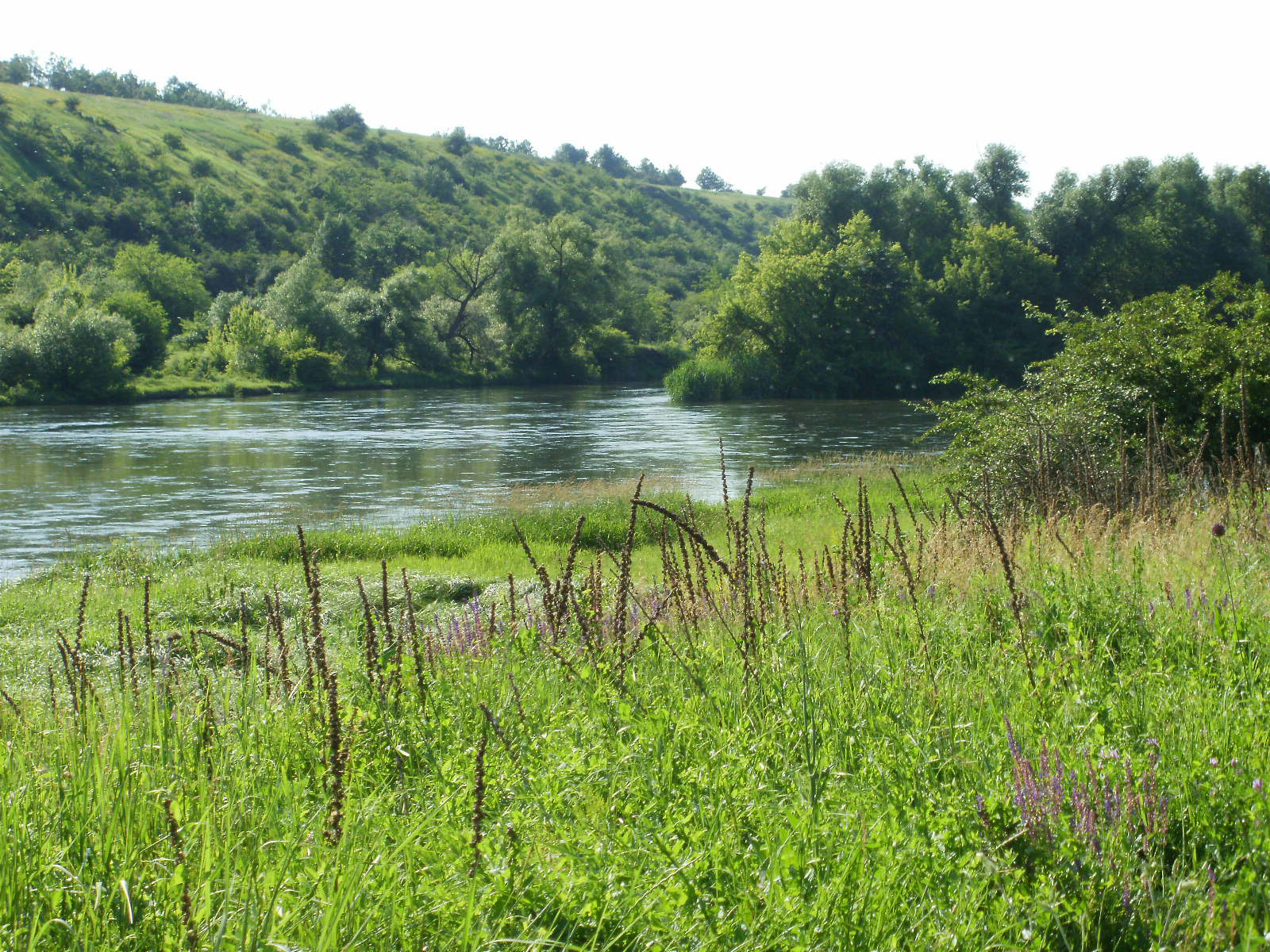
Сальківське заповідне урочище
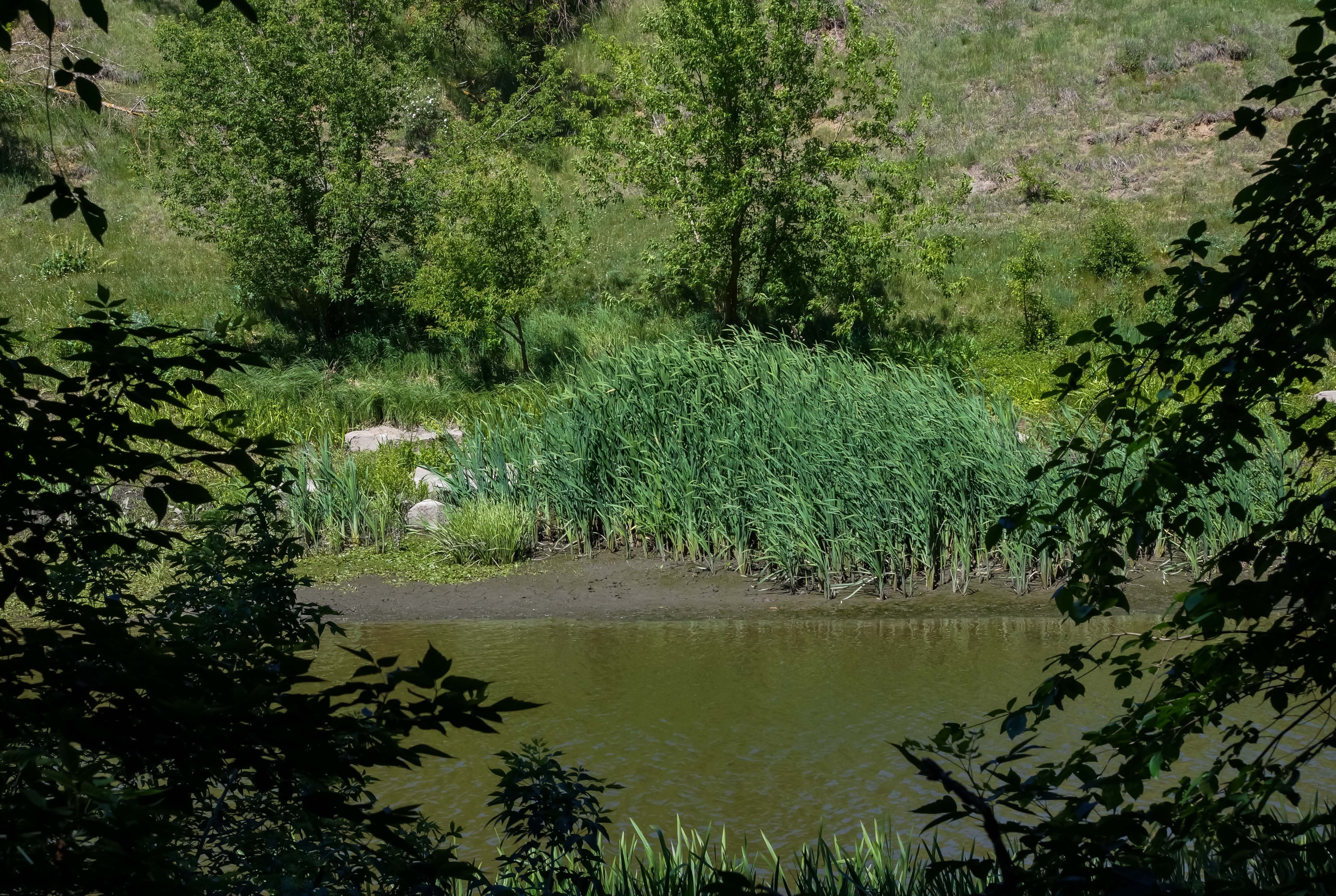
Лещівка (заповідне урочище)
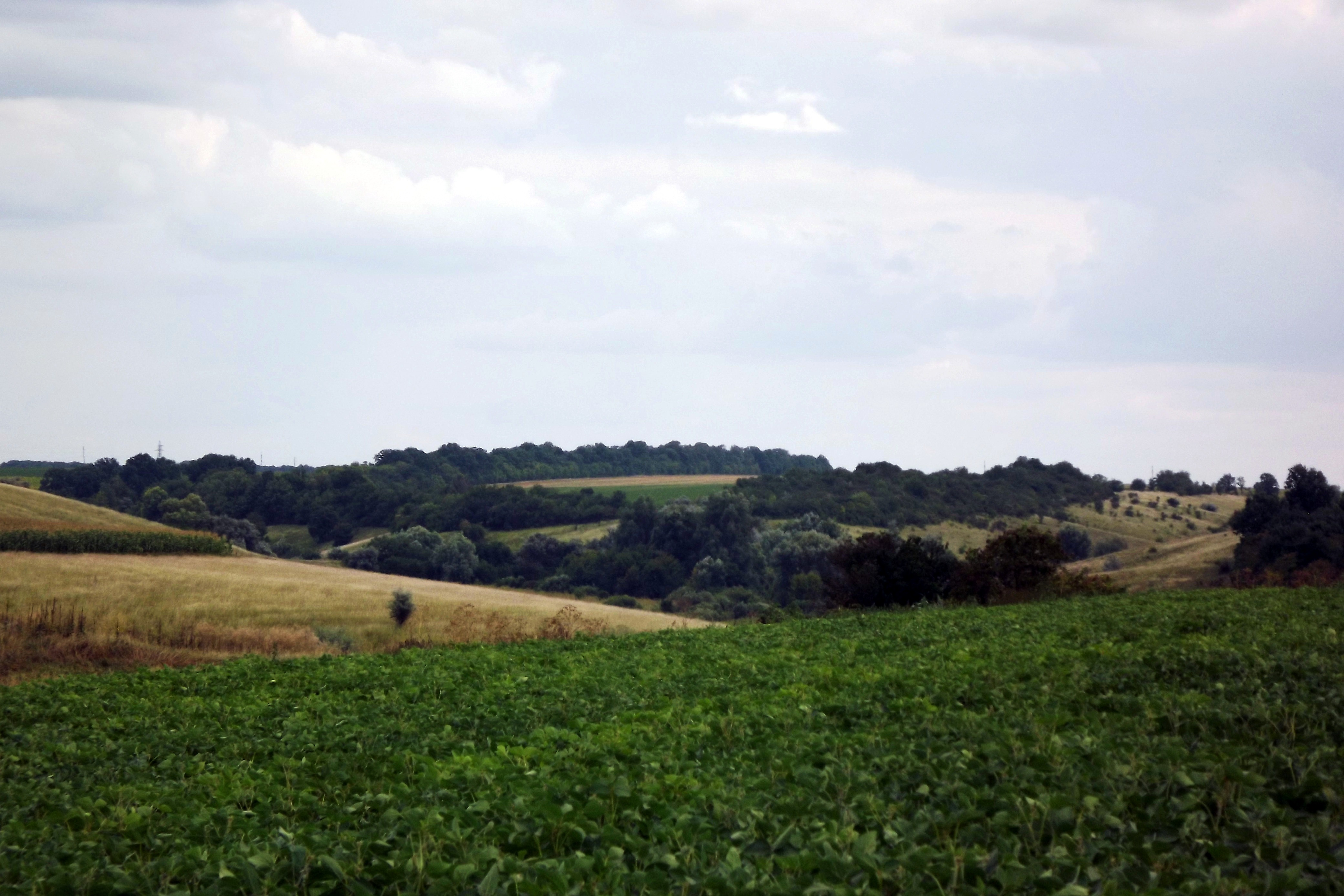
Матвіїв Яр (заповідне урочище)
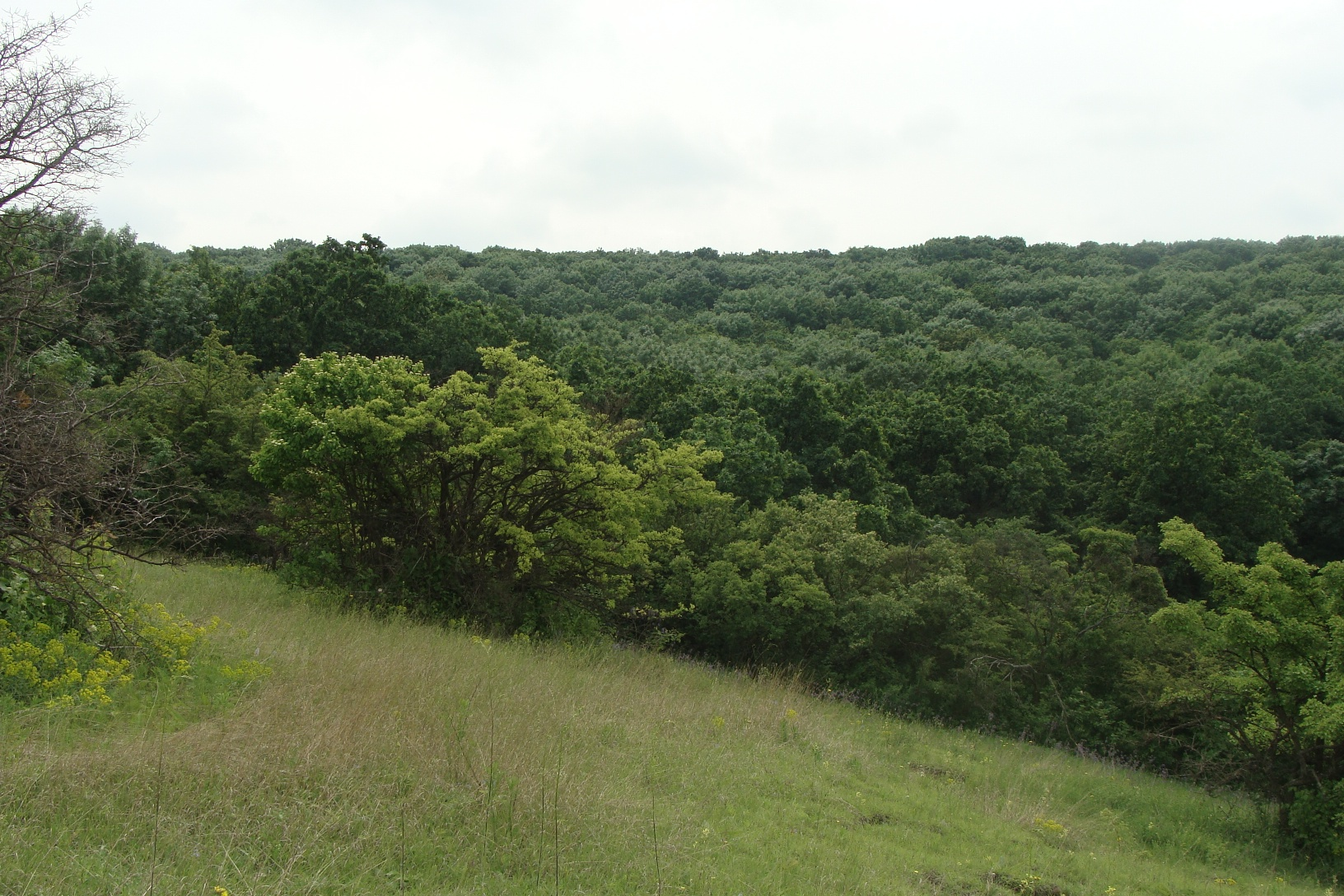
Сарганівський ліс